# サトザクラ
サトザクラ（里桜）は、広義ではバラ科サクラ属のサクラの栽培品種の総称で、狭義ではオオシマザクラを基に誕生した栽培品種の品種群（Cerasus Sato-zakura Group）のこと。2014年に発表された森林総合研究所の215の栽培品種のDNA解析結果により、日本のサクラの栽培品種は、エドヒガンから誕生したシダレザクラのように一つの野生の種 (species)から誕生した存在は稀で、多くがオオシマザクラに、ヤマザクラ、オオヤマザクラ、エドヒガン、カスミザクラ、チョウジザクラ、マメザクラ、カンヒザクラ、などの多様な野生種が交雑して誕生した種間雑種であることが判明した。八重咲きのヤエザクラの栽培品種の多くがオオシマザクラを基に開発された狭義のサトザクラ群である。
なおアメリカの主流の分類法によると、本サトザクラと日本に自生する野生種のカスミザクラとオオヤマザクラとヤマザクラとオオシマザクラが、Prunus serrulataという単一の種にまとめられる場合もある。その場合は、サトザクラがPrunus serrulataの下位分類の変種 (variety)扱いでPrunus serrulata var. lannesiana もしくは Prunus serrulata var. pendulaもしくはPrunus lannesiana、カスミザクラとオオヤマザクラも変種扱いでPrunus serrulata var. sachalinensisとPrunus serrulata var. pubescens、ヤマザクラは変種もしくはさらに下位分類の品種 (form)扱いでPrunus serrulata var. spontanea もしくはPrunus serrulata f. spontanea、オオシマザクラが品種扱いでPrunus serrulata f. albidaという学名になっている。

## 花見と広義のサトザクラ開発の歴史
日本では固有種を含んだ分類学上の10もしくは11種（species）の基本の野生種を基に、これらの変種（variety）以下の分類を合わせて100種以上の自生種があり、さらにこれらから育成された栽培品種（cultivar）が少なくとも200種以上あり、分類によっては600種以上、または800種ともいわれる品種が確認されている。なおこのうち100品種余りは北海道松前町由来のマツマエハヤザキなどを掛け合わせるなどしてベニユタカなどの多品種を生み出した浅利政俊が作出したものである。
日本では果実（サクランボ）を食用とするほか、花や葉の塩漬けも食品などに利用されるが、特に平安時代の国風文化の影響以降に、桜は観賞用途（花見）で花の代名詞のような特別な位置を占めるようになった。当初は鑑賞の対象とされる代表的な品種は野生に自生するヤマザクラであった。これに加えて、花弁の数や色、花の付け方などの観点から見栄えが良かったり突然変異の珍しい特徴を持つ野生の個体を何世代にもわたって選抜育種し、優れた個体を接ぎ木などの方法で増殖させることで様々な栽培品種が開発されて、花見に利用された。既に平安時代には八重桜が接ぎ木によって増殖されていたらしいことや「しだり櫻」や「糸櫻」などが存在したことが当時の文献に記録されている。また鎌倉時代以降に鎌倉周辺に自生するオオシマザクラが栽培されるようになり、これが京都に持ち込まれたと考えられており、室町時代にオオシマザクラを由来とするフゲンゾウやミクルマガエシ等が生まれた。江戸時代にはオオシマザクラの優れた特質からカンザンなどの多種のサトザクラ群やソメイヨシノ（染井吉野）などが生まれ、河川の整備に伴って、護岸と美観の維持のために柳や桜が積極的に植えられた。江戸時代末期には現代の日本で見られるのと大差のない300を超える多くの品種が存在するようになった。
明治時代に入り、大名屋敷の荒廃や文明開化・西洋化のため庭園が取り潰されると同時に、そこに植えられていた数多くの栽培品種の桜が伐採され、植えられるのはソメイヨシノばかりになっていった。これを憂いた駒込の植木・庭園職人の高木孫右衛門は多くの栽培品種の枝を採取し自宅の庭で育てた。これに目を付けた江北地区戸長（後に江北村村長）の清水謙吾が村おこしとして荒川堤に多くの品種による桜並木を作り「五色桜」として評判となり、これを嚆矢として多くの栽培品種が小石川植物園などに保存されることになり、その命脈を保った。また京都では第14代佐野藤右衛門が全国にあった貴重な栽培品種や名木を収集して増殖して保存に務めた。
また第二次世界大戦で荒川堤も壊滅的な被害を受けるが、第二次大戦中は埼玉県川口市安行の植木業者の小清水亀之助らが品種の保護に尽力し、戦後の1950年頃には国立遺伝学研究所が、1960年代には多摩森林科学園が小清水らから苗を譲り受け、現在では前者に250系統350個体、後者に500系統1300個体のサクラが植えられて、江戸時代以前からのサトザクラの命脈を保っている。またイギリスの園芸家コリングウッド・イングラムが保存していたタイハクのように、一度日本で消滅した品種が日本に里帰りすることで、江戸時代以前のサクラの命脈を補完している。戦後の高度経済成長期にはソメイヨシノの植樹が日本全国で爆発的な勢いで進められ、今日ではサクラの中で最も多く植えられた栽培品種となっている。
今日でもサクラの栽培品種の作出は続けられており、珍しい方法としては、2007年に理化学研究所が世界で初めてサクラの在来品種に重イオンビームを照射して新品種ニシナザオウ（仁科蔵王）を作出することに成功している。
今日、とりわけ多くの栽培品種のサクラが見られる名所としては、松前公園（250品種）、日本国花苑（200品種）、日本花の会結城農場（350種）、造幣局の桜の通り抜け（134品種）などがあげられる。（品種数は野生種と、野生種の雑種と下位分類を含んだ数）

## オオシマザクラを基盤とする狭義のサトザクラ群
サトザクラ群に属するサクラの一部を列挙する。
- アサヒヤマ（旭山・朝日山）
- アズマニシキ（東錦）
- アマノガワ（天の川）
- アマヤドリ（雨宿）
- アヤニシキ（綾錦・松前綾錦）
- アラカワニオイ（荒川匂）
- アラシヤマ（嵐山）
- アラタマ（新珠・松前新珠）
- アリアケ（有明）

- イチヨウ（一葉）
- イツカヤマ（早晩山）
- イトククリ（糸括）

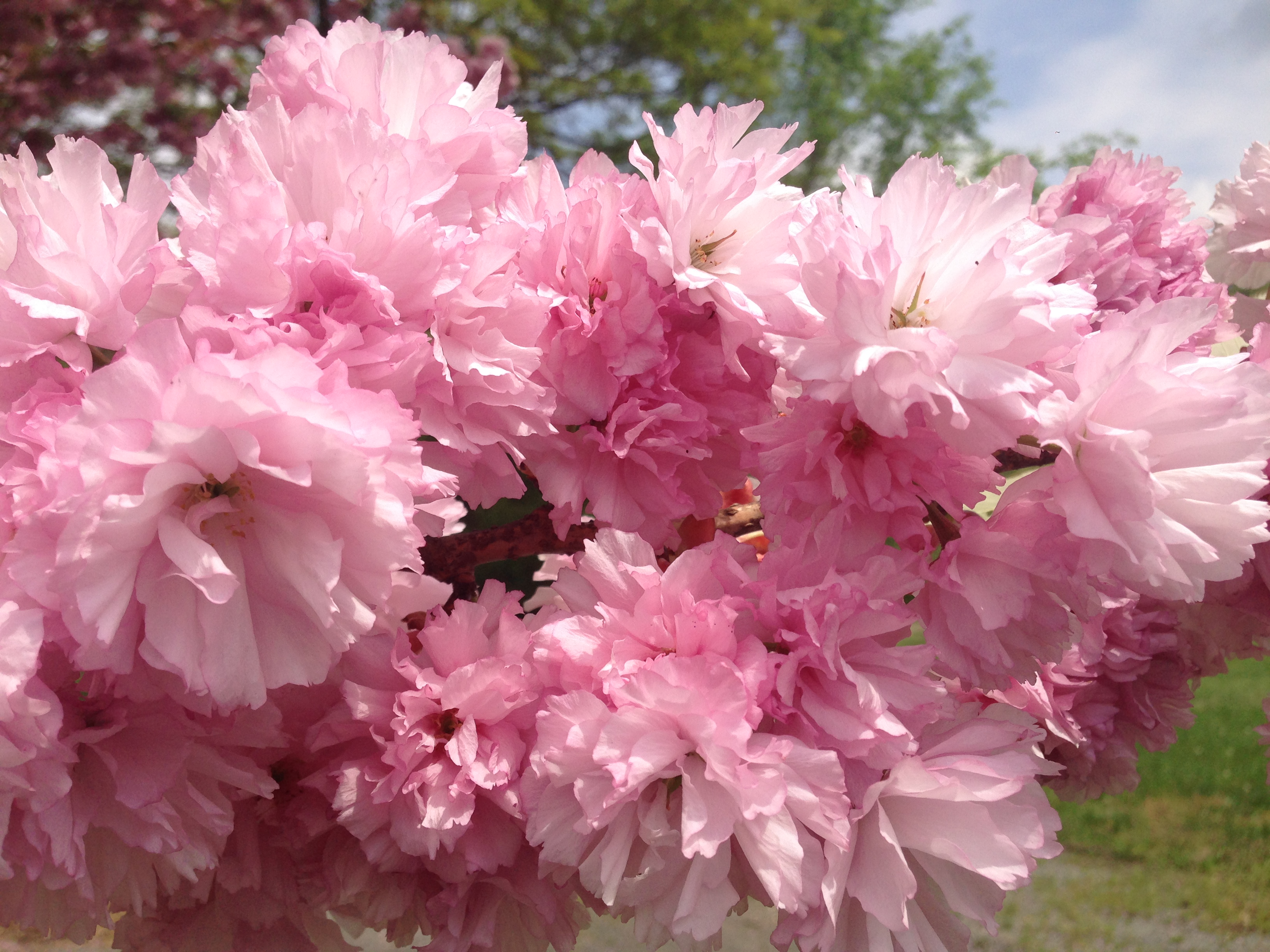
カンザン

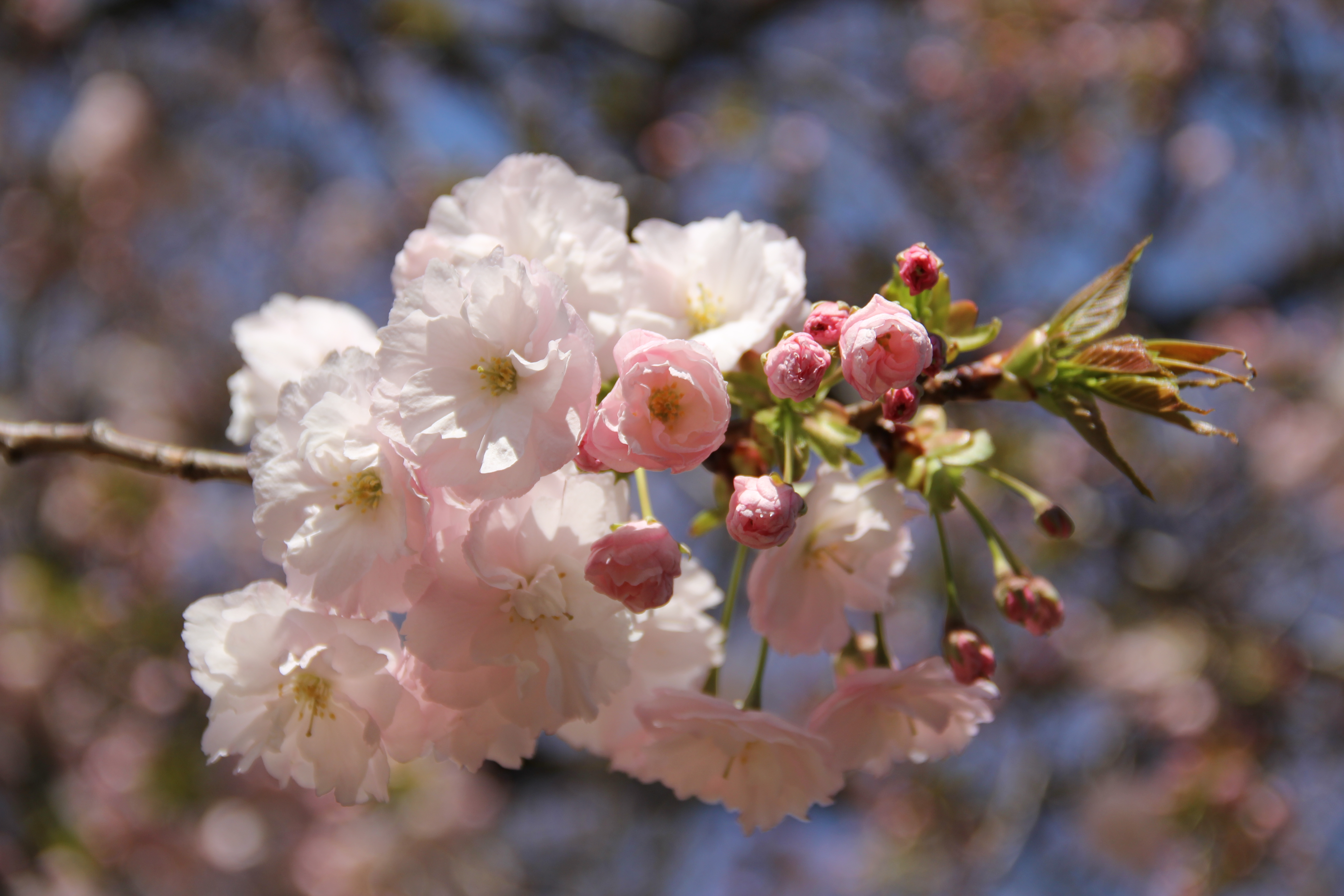
イチヨウ

- イマジュクザクラ（今宿桜） - シラユキと同種と見られる。
- イモセ（妹背）
- イヨクマガイ（伊予熊谷）
- イワイザクラ（祝桜）

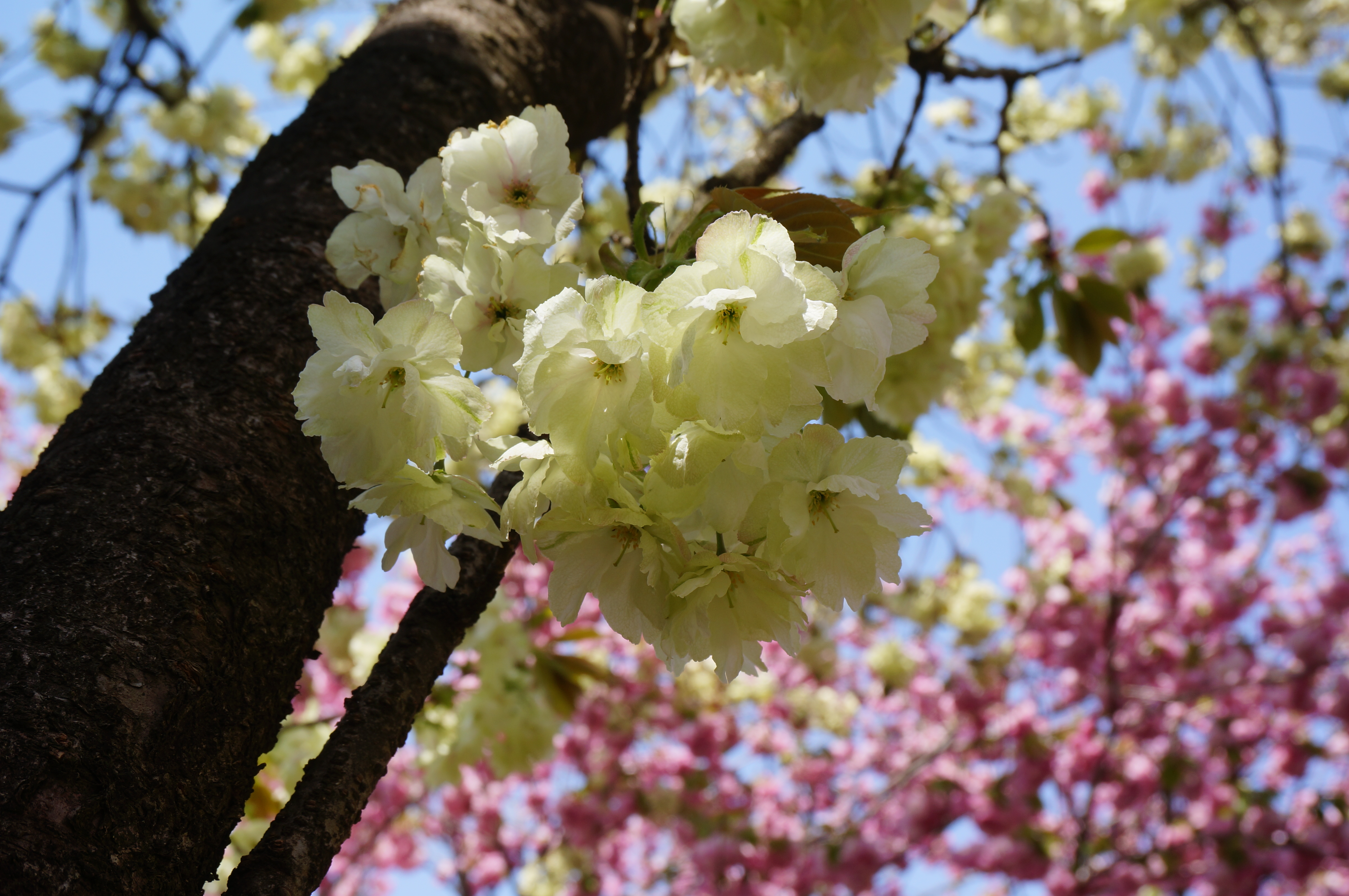
黄色い花が特徴のウコン（日本花の会 結城農場にて）

- ウコン（鬱金） - 淡黄色の花を咲かせる。
- ウズザクラ（渦桜）
- ウスズミ（薄墨）

- エイゲンジ（永源寺・永源寺桜）
- エド（江戸・江戸桜）
- オオサワザクラ（大沢桜）
- オオシバヤマ（大芝山）
- オオタザクラ（太田桜）
- オオヂョウチン（大提灯）
- オオムラザクラ（大村桜）

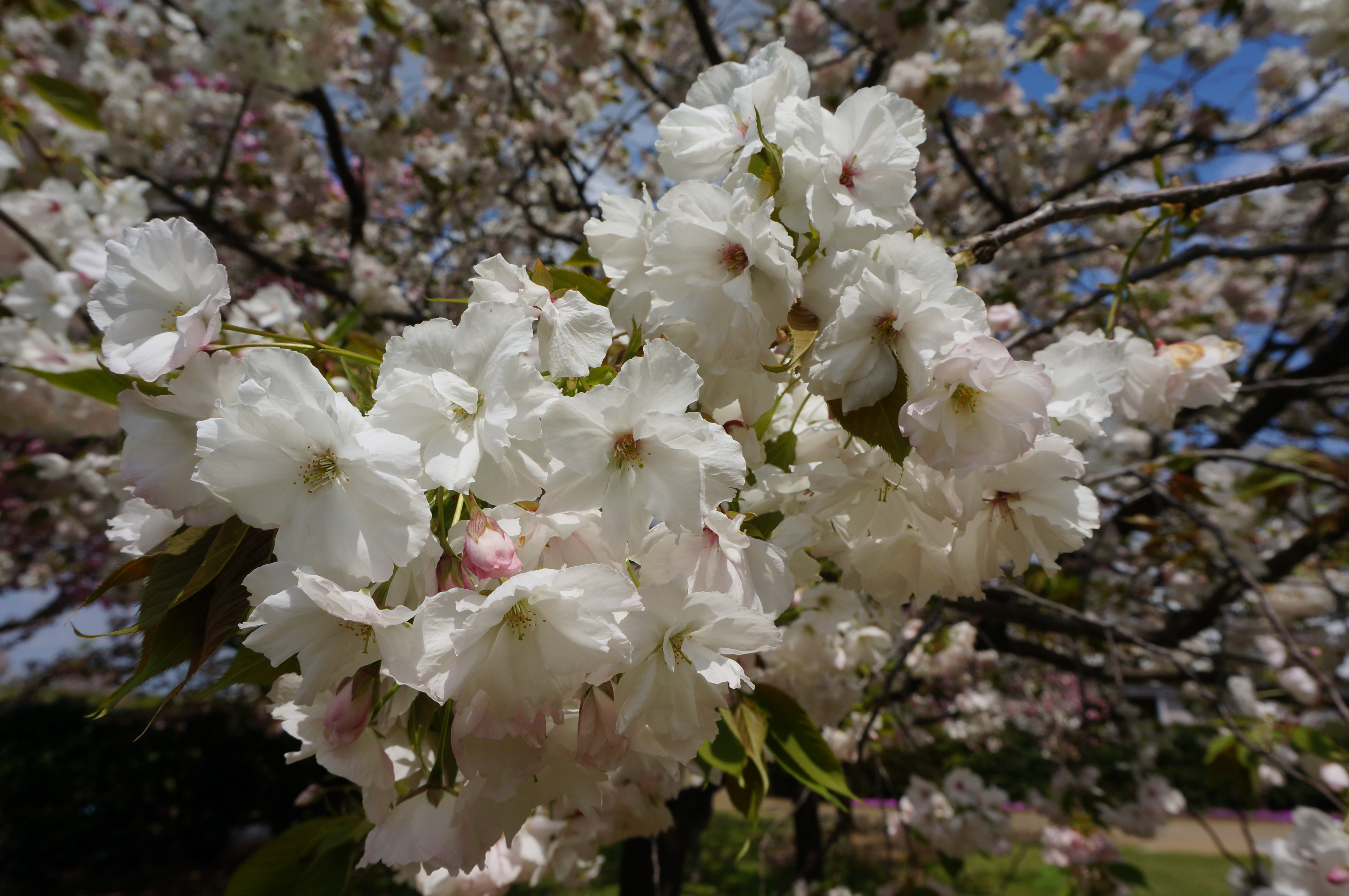
エイゲンジ（日本花の会 結城農場にて）

- オキナザクラ（翁桜） - シラユキと同種と見られる。
- オムロアリアケ（御室有明）
- カリギヌ（狩衣）
- カンザン（関山・セキヤマ）
- キクザクラ（菊桜）
- キクシダレ（菊枝垂）
- キナシチゴザクラ（鬼無稚児桜）
- キブネウズ（貴船雲珠）

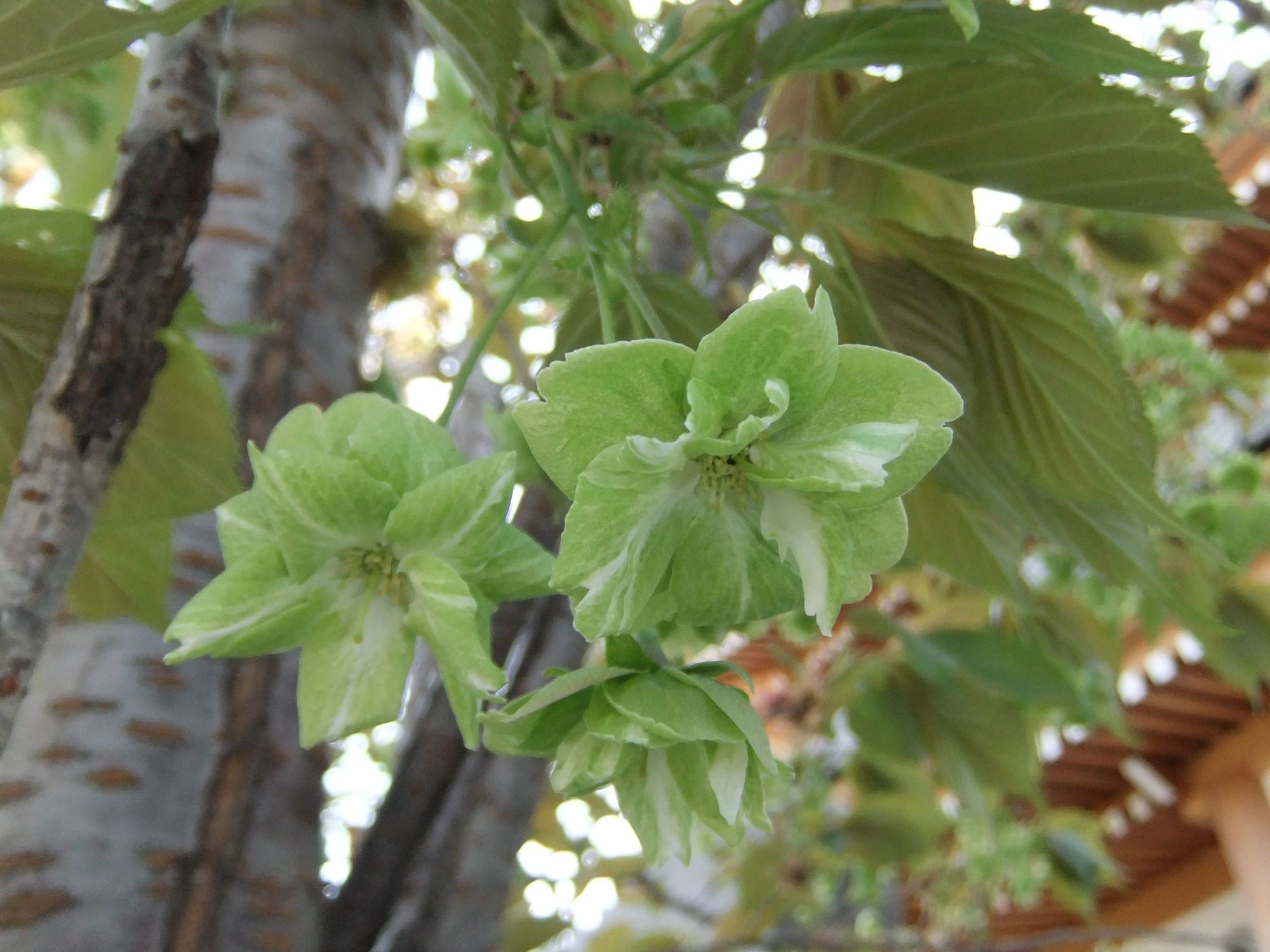
緑色の花が特徴のギョイコウ

- ギョイコウ（御衣黄） - 花は中輪で淡黄緑色。花弁は10枚前後。中心部に緑色でのち紅変する条線がある。
- キリン（麒麟）
- クシマザクラ（玖島桜）
- クルマドメ（車駐）
- ケンロクエンキクザクラ（兼六園菊桜）
- コウエンジシロヤエザクラ（光善寺白八重桜）
- コウカ（紅華）
- コウダイジ（高台寺）
- コガネイウスベニザクラ（小金井薄紅桜）
- コケシミズ（苔清水）
- ココノエ（九重）
- コシオヤマ（小汐山）
- ゴショザクラ（五所桜）
- ゴショミクルマガエシ（御所御車返し）
- コチョウ (胡蝶)
- ゴテンニオイ（御殿匂）
- コマツナギ（駒繋）
- コンゴウザン（金剛山）
- シオガマ（塩釜）
- シズカ（静香・松前静香）
- シバヤマ（芝山）
- シブヤコンノウザクラ（渋谷金王桜）

- ショウゲツ（松月）
- ショウナンデン（小南殿）

- シラユキ（白雪）

- シロタエ（白妙）
- スイショウ（水晶）
- スザク（朱雀）
- スマウラフゲンゾウ（須磨浦普賢象）
- スミゾメ（墨染）
- スルガダイニオイ（駿河台匂）
- センダイシダレ（仙台枝垂）

- センダイヤ（仙台屋）
- センリコウ（千里香）

- タイハク（太白）
- ダイミン（大明）

- タオヤメ（手弱女）
- タカサゴ（高砂・南殿・奈天・武者桜）
- タグイアラシ（類嵐）

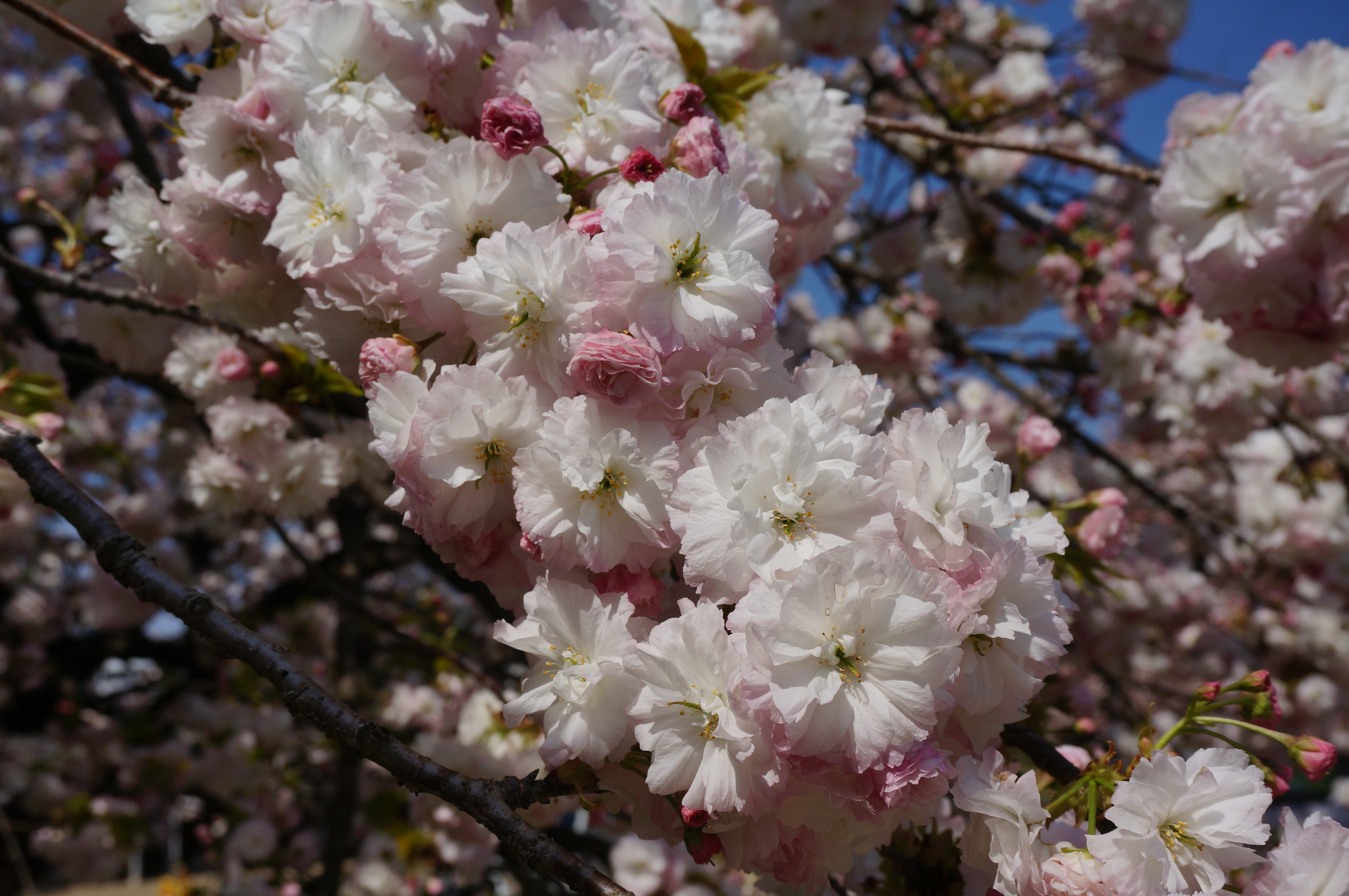
ショウゲツ（日本花の会 結城農場にて）

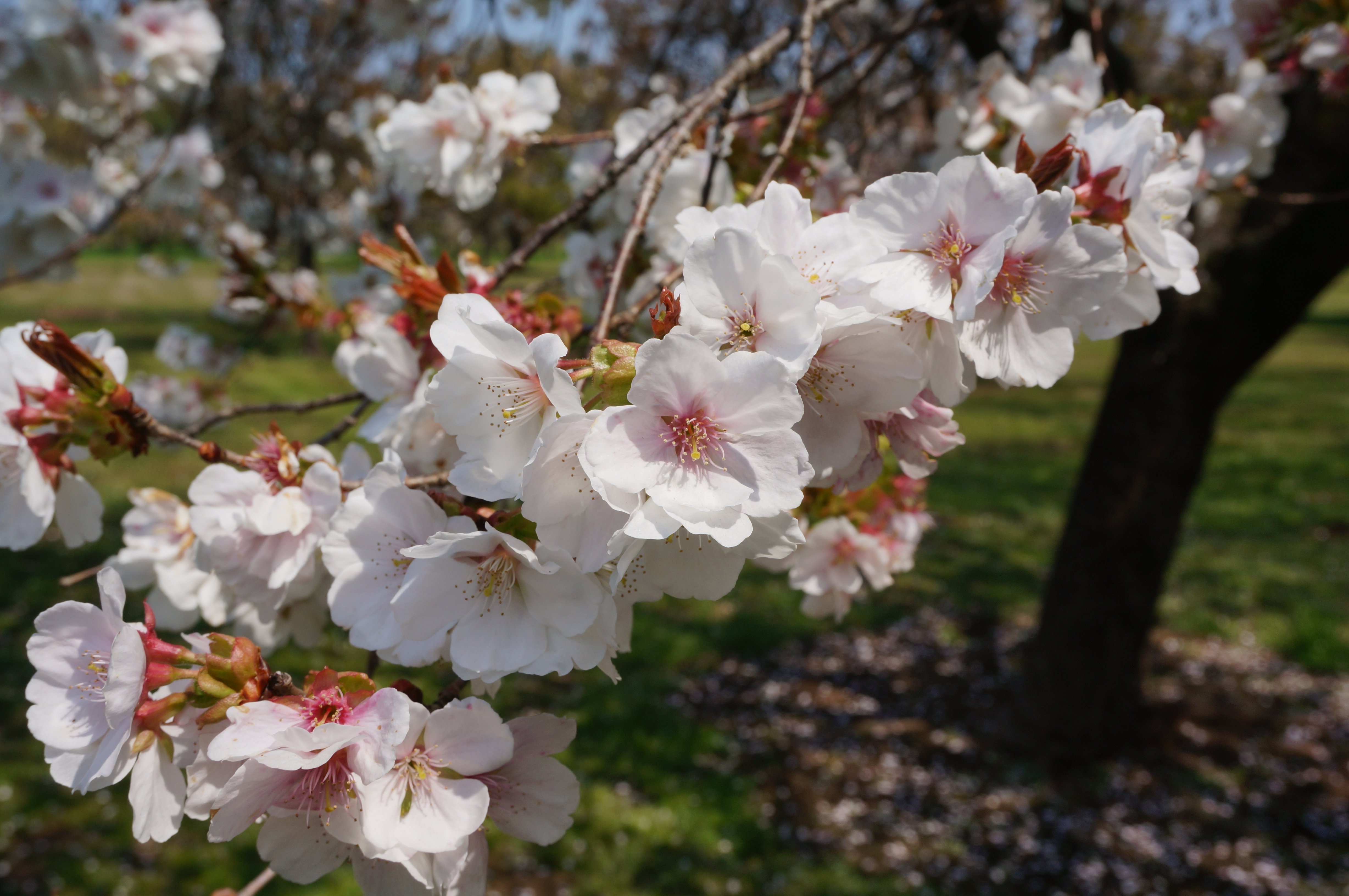
シラユキ（日本花の会 結城農場にて）

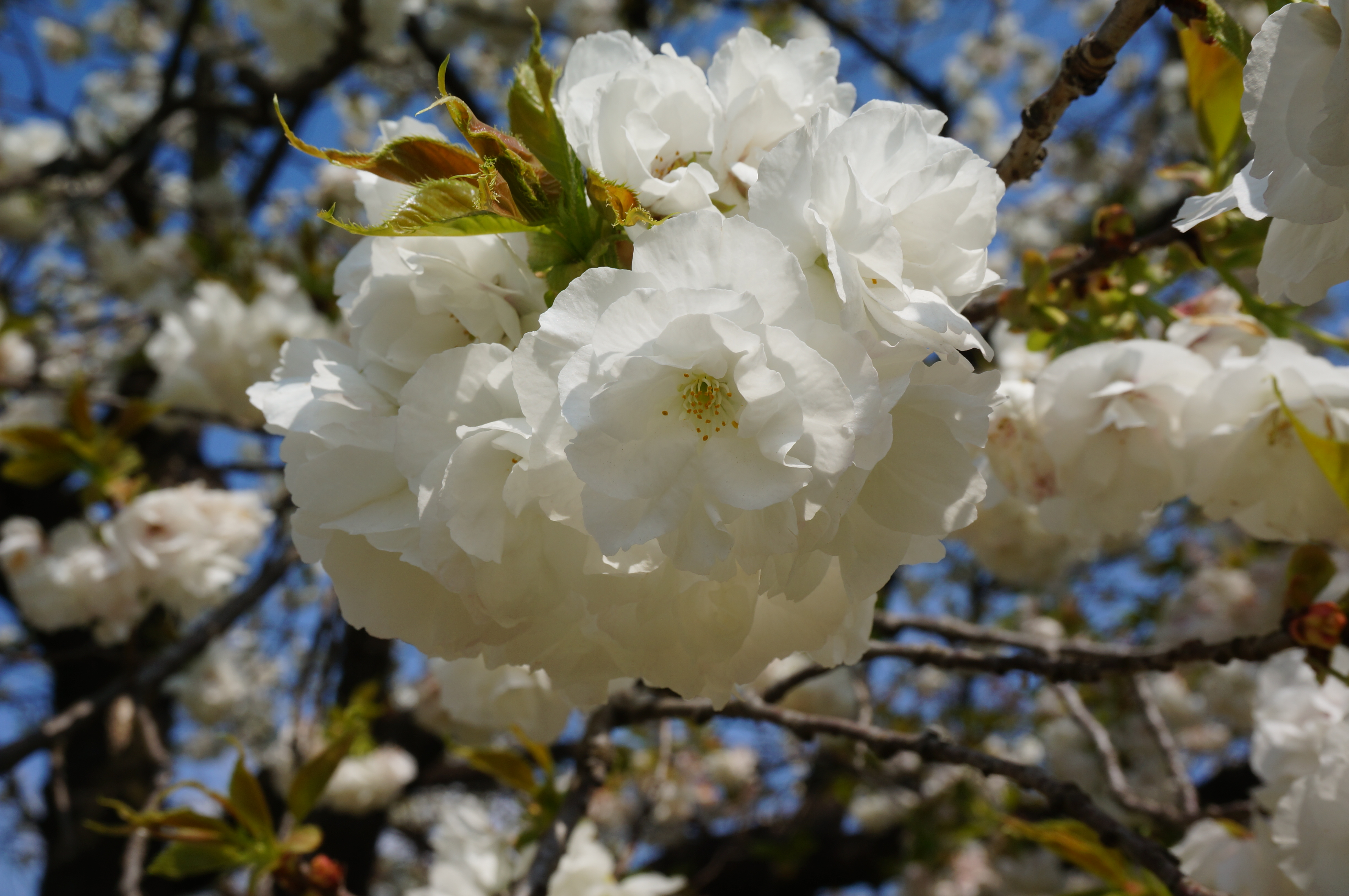
シロタエ（日本花の会 結城農場にて）

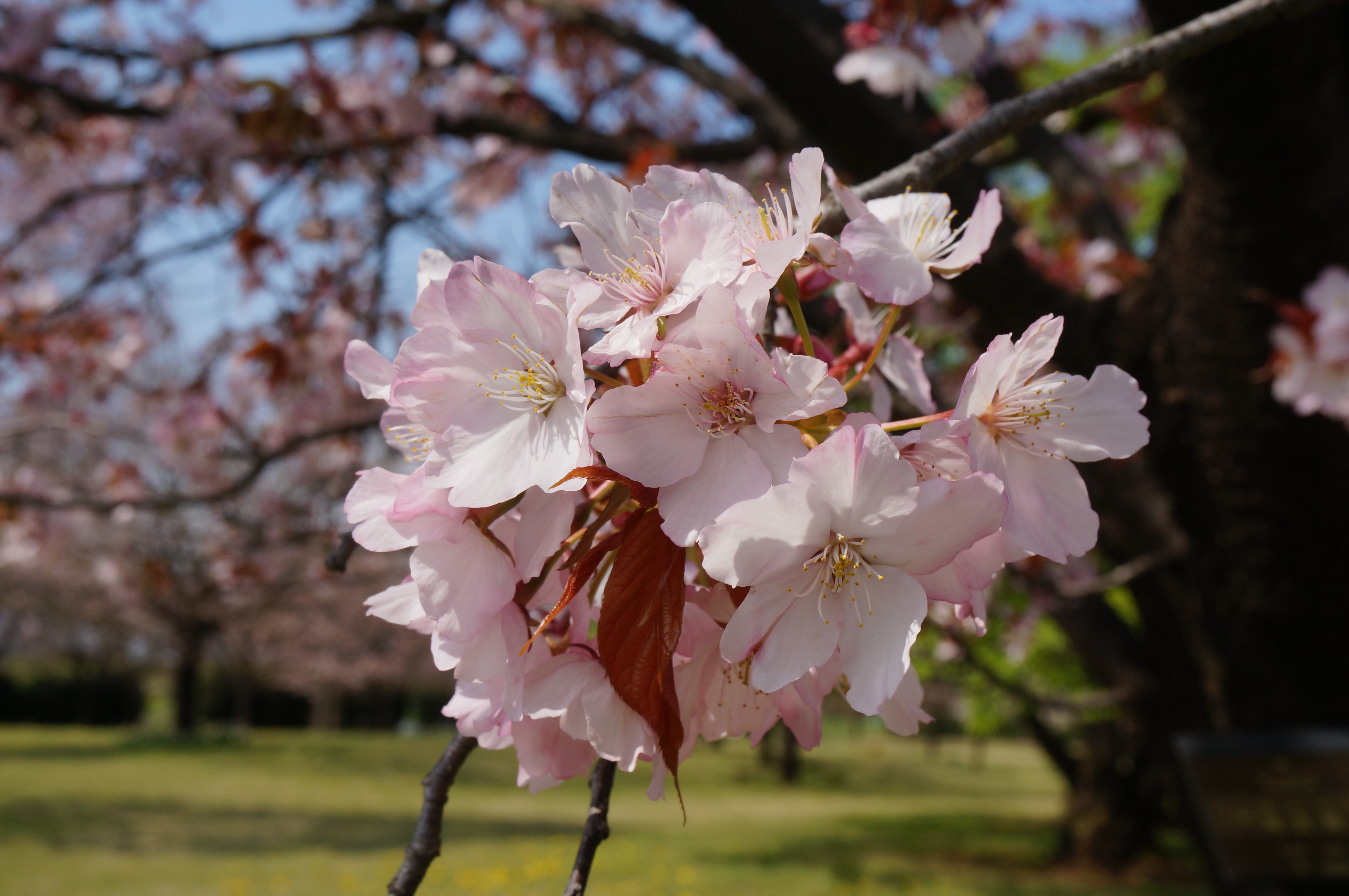
センダイヤ（日本花の会 結城農場にて）

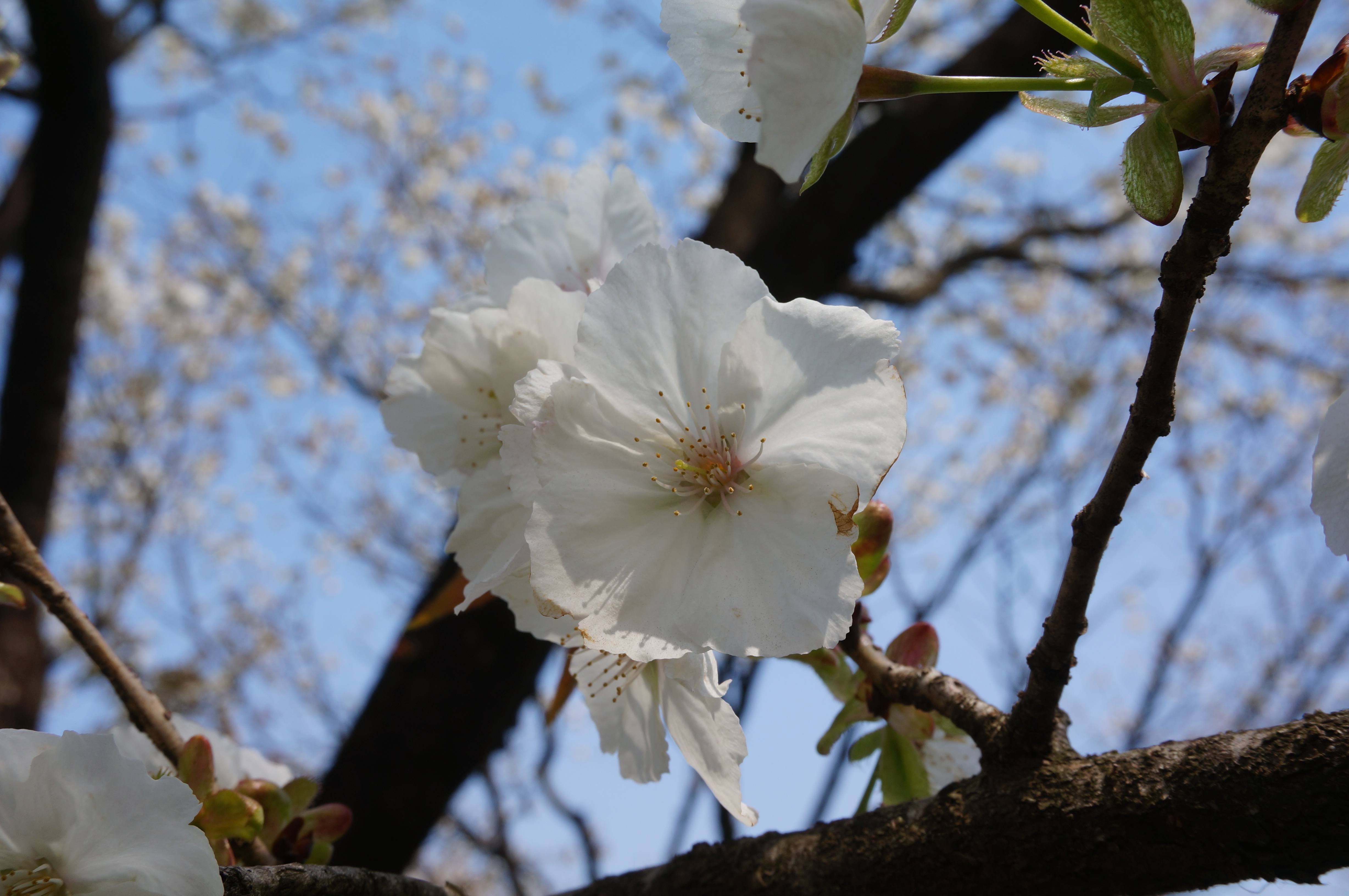
タイハク（日本花の会 結城農場にて）

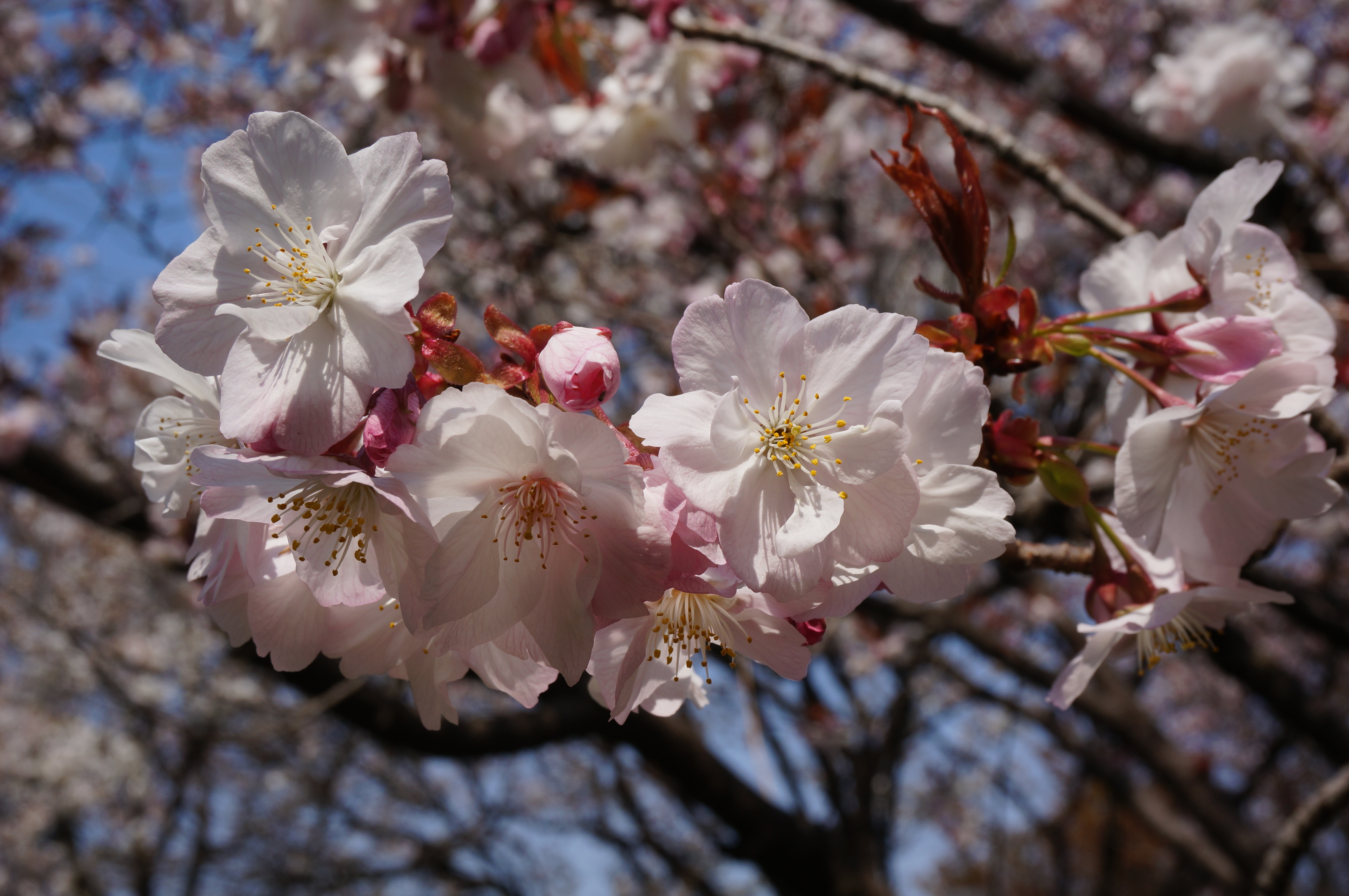
タオヤメ（日本花の会 結城農場にて）

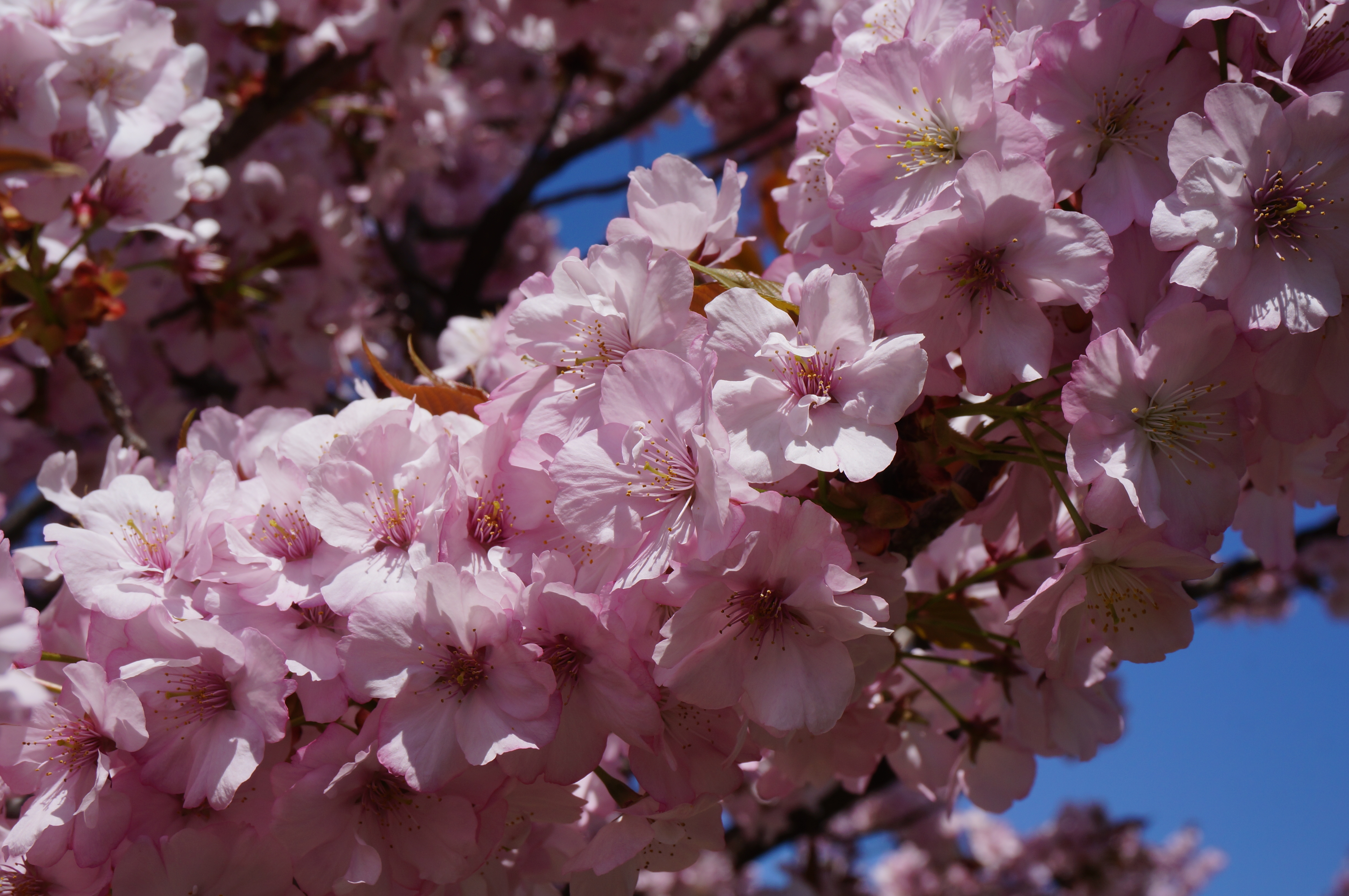
チョウシュウヒザクラ、ケンロクエンクマガイ（熊谷市別府沼公園にて）

- チョウシュウヒザクラ（長州緋桜。森林総合研究所が近年の研究で別種とされてきたケンロクエンクマガイと同一のクローンだと確認されたとしている[21]）
- ツクバネ（突羽根・平野突羽根）
- テマリ（手毬）
- トウキョウザクラ（東京桜）
- トラノオ（虎の尾）
- ナジマザクラ（名島桜）
- ナデシコザクラ（撫子桜）
- ニソンインフゲンゾウ（二尊院普賢象）
- バイゴジジュズカケザクラ（梅護寺数珠掛桜）
- ハクカサン（白華山）
- ハクサンオオデマリ（白山大手毬）
- ハクサンハタザクラ（白山旗桜） - Prunus lannesiana cv. HatazakuraまたはPrunus lannesiana cv. Vexillfera

- ハナガサ（花笠・松前花笠）
- バンリコウ（万里香）
- ヒグラシ（日暮）
- ヒヨドリザクラ（鵯桜）
- ヒラノネザメ（平野寝覚）
- フクザクラ（福桜）
- フクロクジュ（福禄寿）

- フゲンゾウ（普賢象・普賢堂）
- フサザクラ（房桜）
- フダンザクラ（不断桜）
- ベニガサ（紅笠・松前紅笠）
- ベニシグレ（紅時雨・松前紅時雨）

- ベニユタカ（紅豊・松前紅豊）
- ベンドノ（弁殿）
- ホウリンジ（法輪寺）
- ホクホウ（北鵬）
- ホタテ（帆立）
- ボタン（牡丹）
- マザクラ（真桜・白花真桜）
- マスヤマ（増山）
- マツマエ（松前）
- マツマエアイゼン（松前愛染）
- マツマエオオシオ（松前大潮）
- マツマエカザンイン（松前花山院）
- マツマエハナゾメイ（松前花染衣）

- マツマエハヤザキ（松前早咲・血脈桜）
- マツマエフウキ（松前富貴）
- マツマエベニヒゴロモ（松前紅緋衣）
- マツマエヤエコトブキ（松前八重寿）

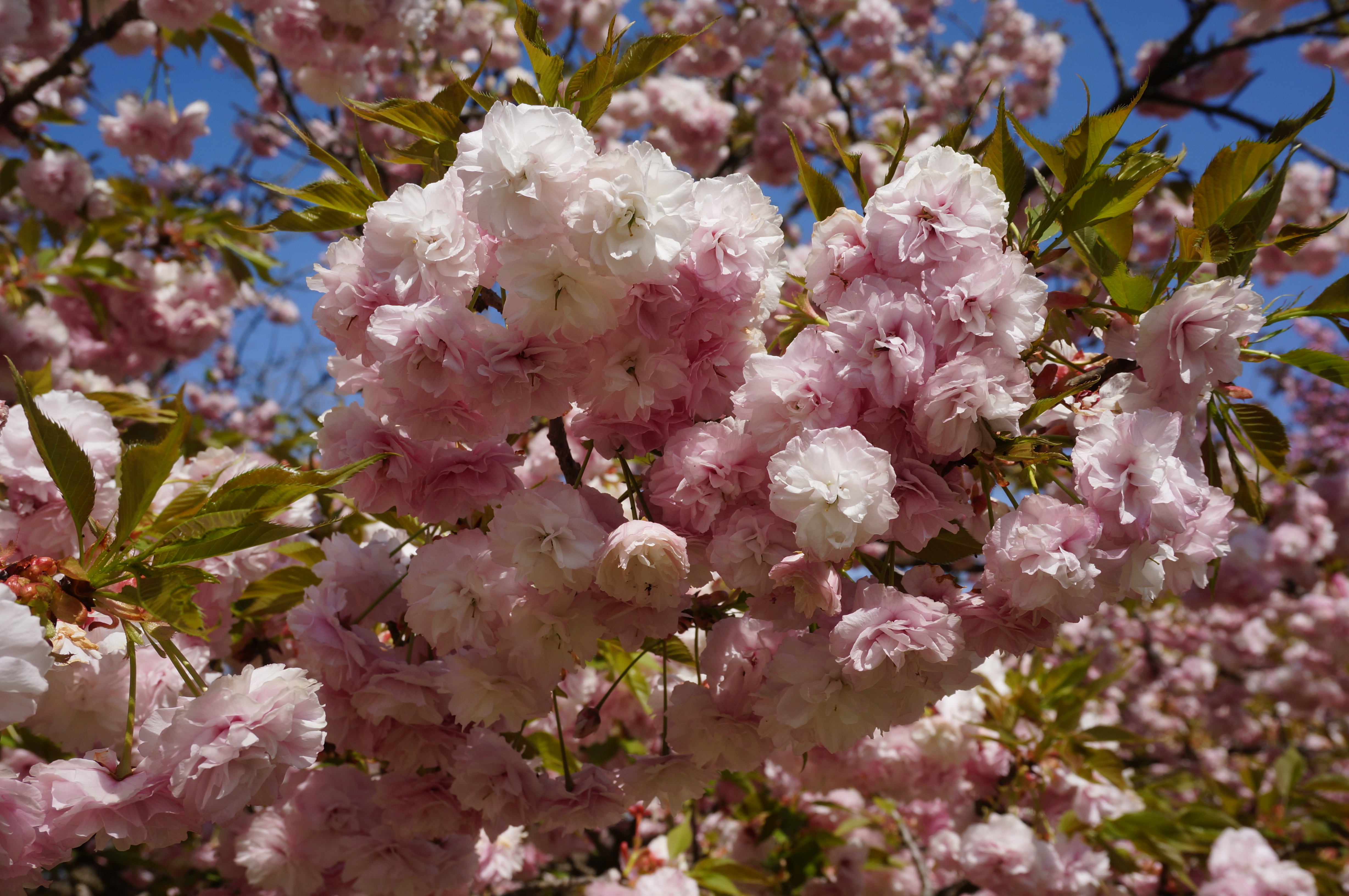
ハナガサ（日本花の会 結城農場にて）

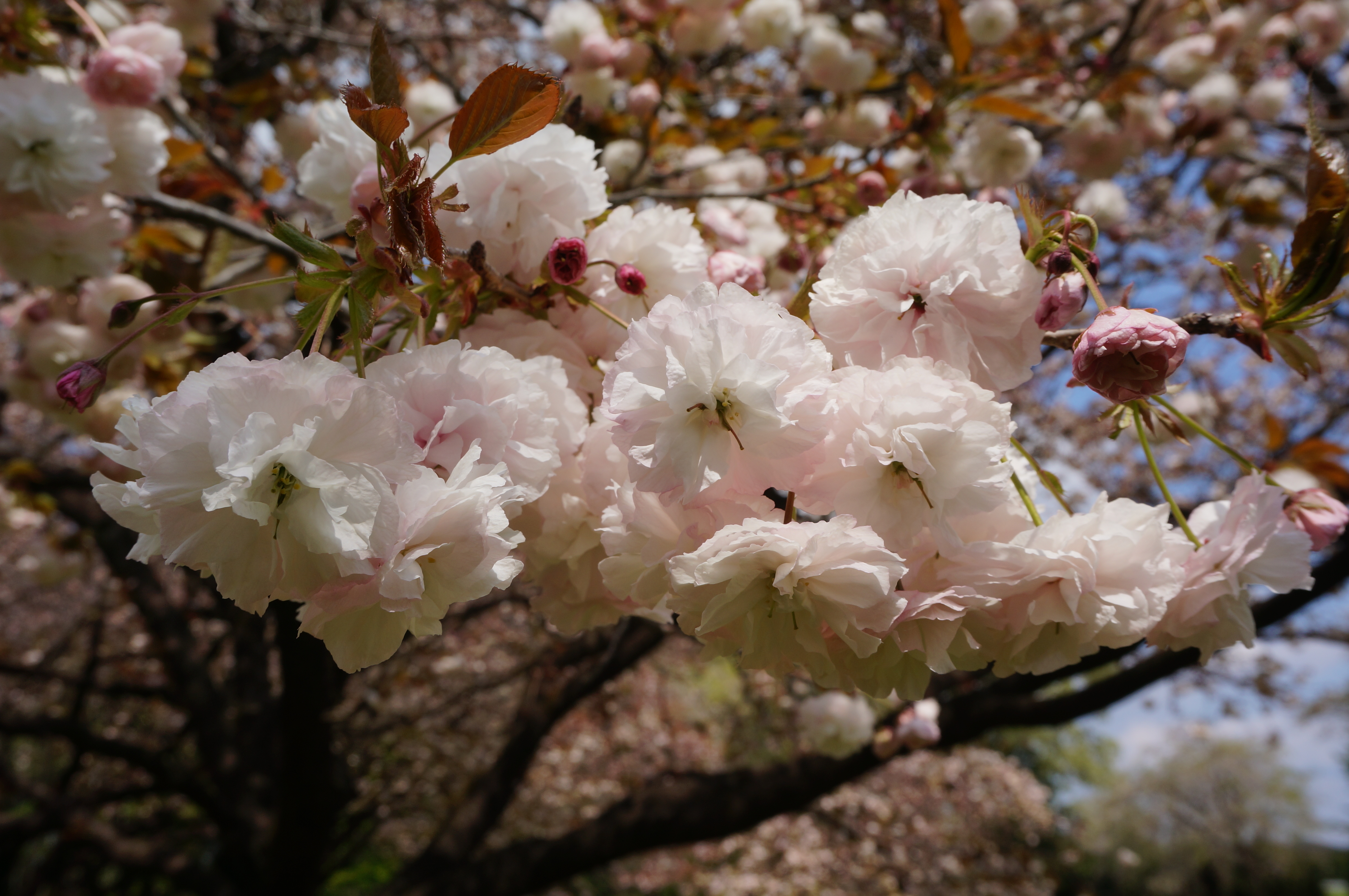
フゲンゾウ（日本花の会 結城農場にて）

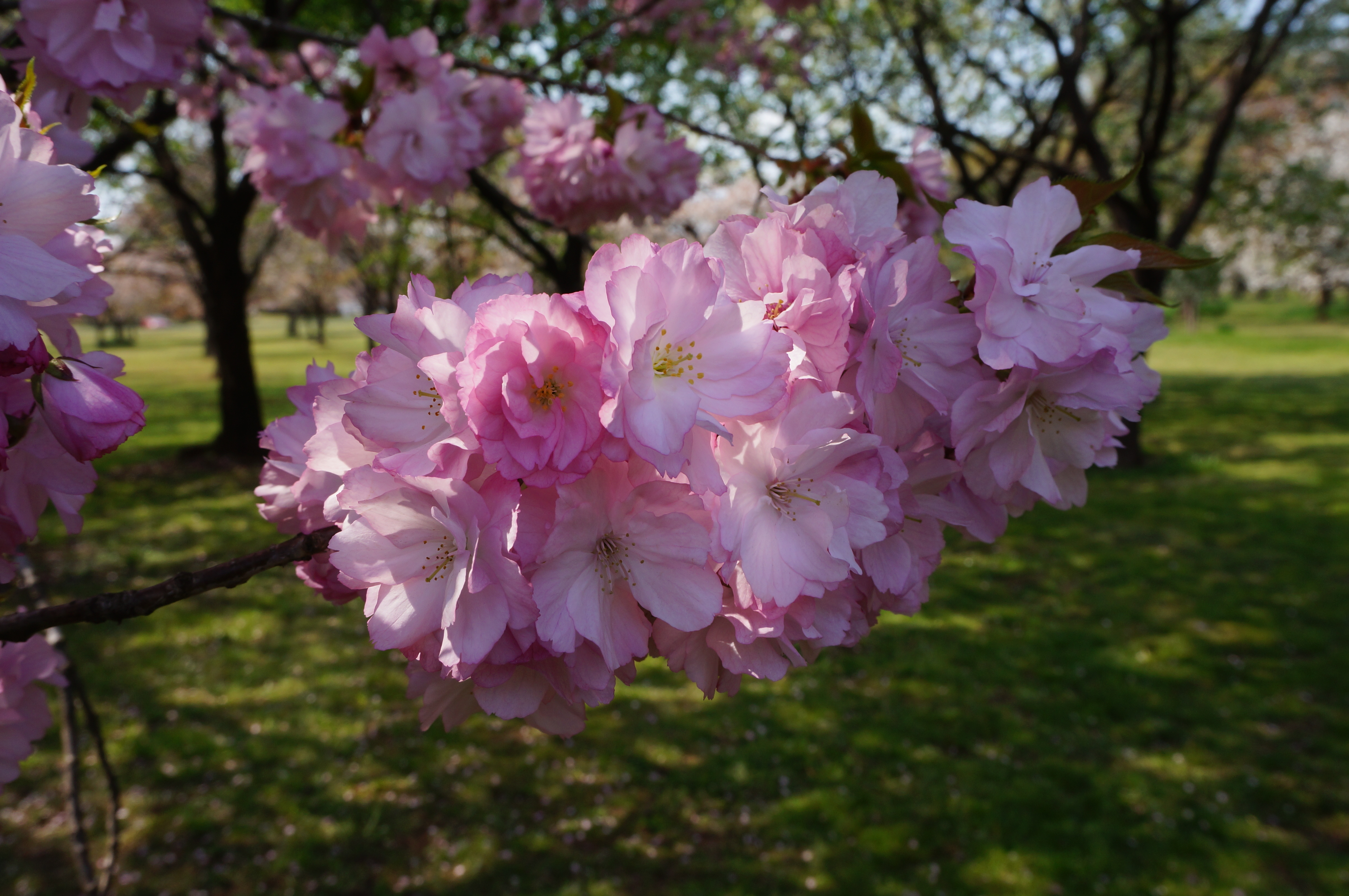
ベニユタカ（日本花の会 結城農場にて）

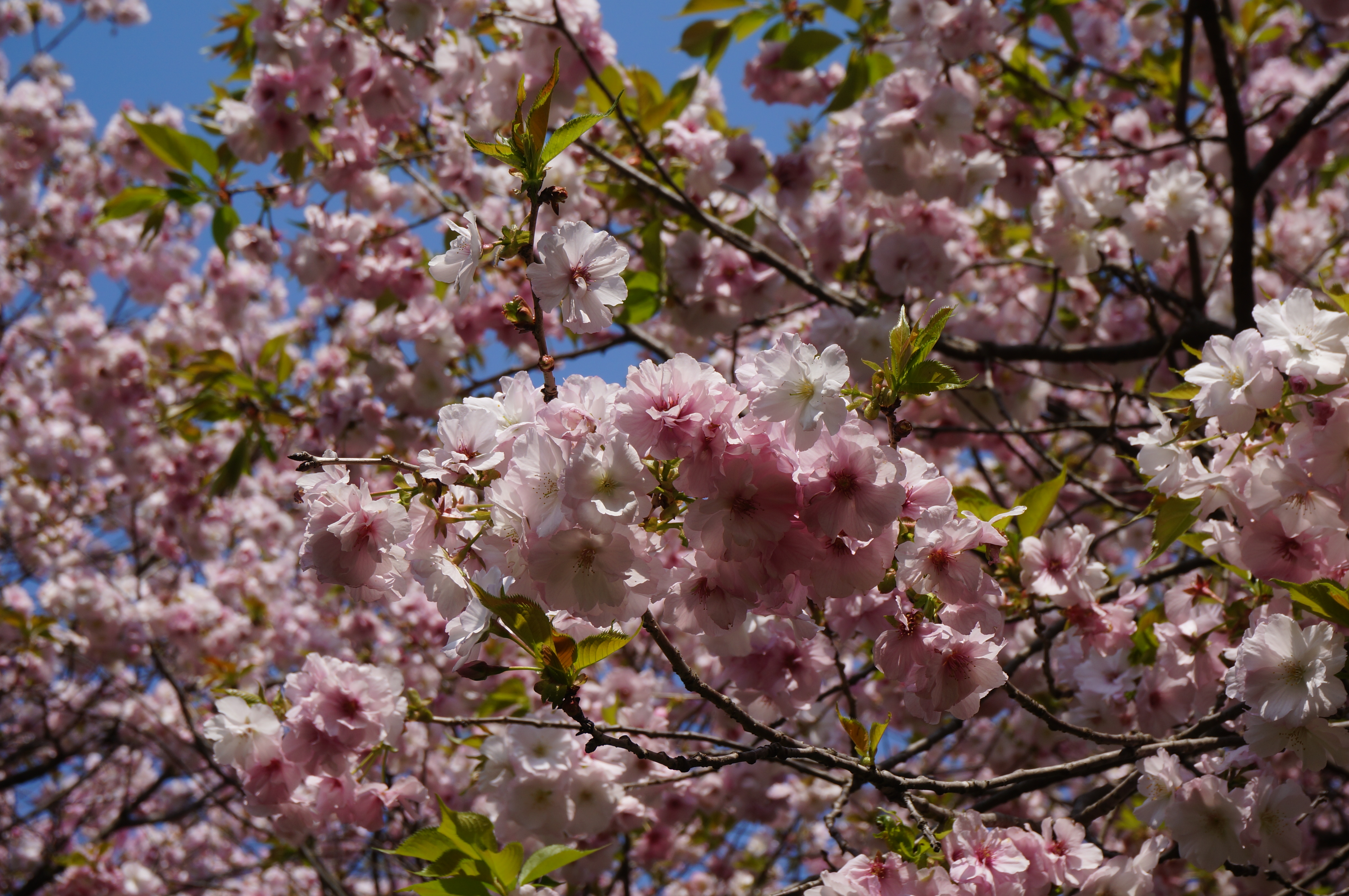
マツマエハヤザキ（日本花の会 結城農場にて）

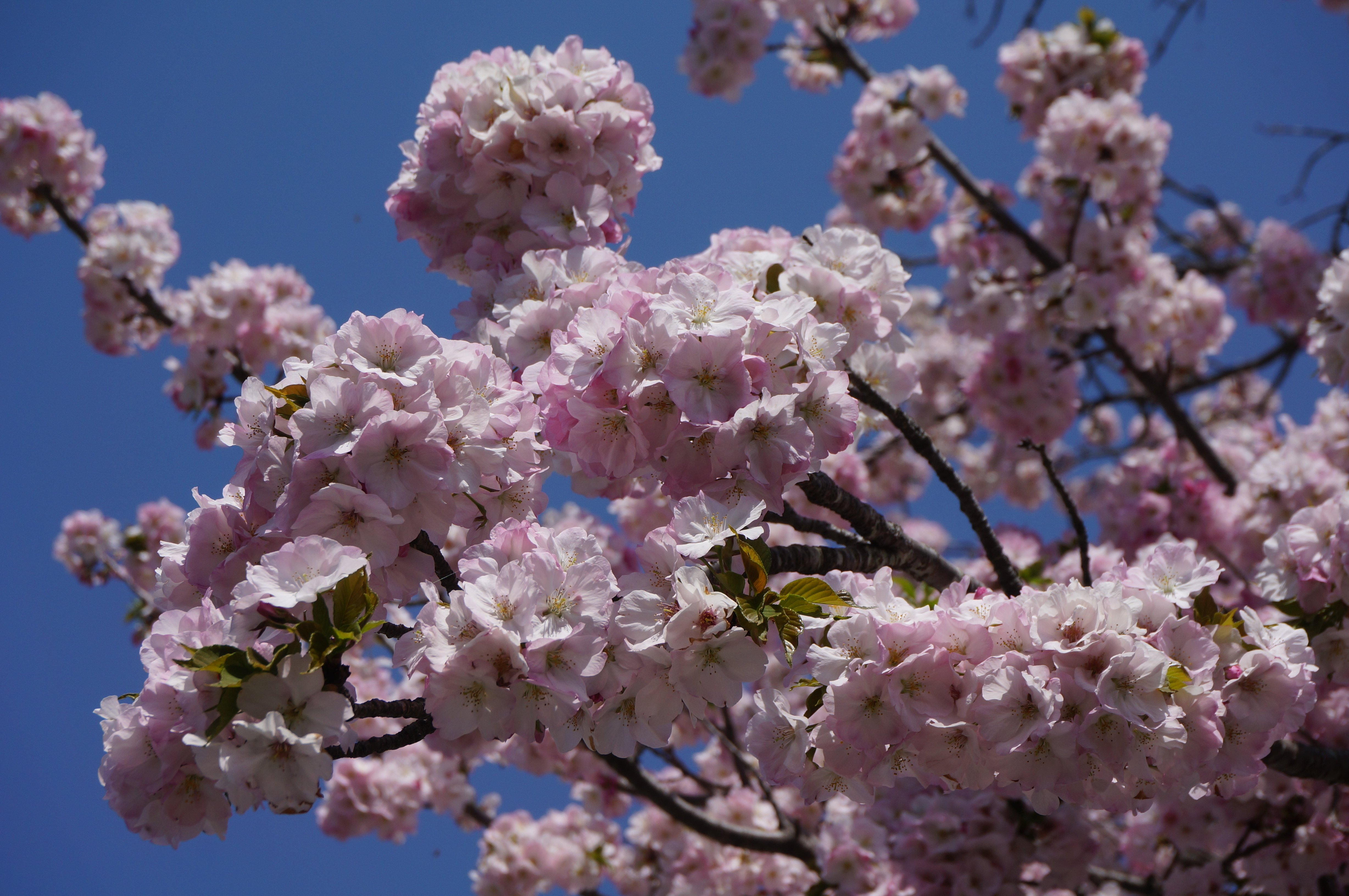
ミクルマガエシ（明覚駅前にて）

- ミクルマガエシ（御車返し・御車還し・桐ケ谷・キリガヤツ）
- ミッカビザクラ（三ヶ日桜）
- ムラサキザクラ（紫桜）
- メイゲツ（明月）
- ヤエアケボノ（八重曙）
- ヤエニオイ（八重匂）
- ヤエベニトラノオ（八重紅虎の尾）
- ヤエムラサキザクラ（八重紫桜）
- ヤダケムラサキ（矢岳紫）
- ヨウキヒ（楊貴妃）
- ランラン（蘭蘭） - 上野動物園のパンダに因んだ名前
- リュウウンインベニヤエ（龍雲院紅八重）
- ワシノオ（鷲の尾）